# Csíkos busalepke
A csíkos busalepke (Thymelicus acteon) a busalepkefélék családjába tartozó, Európában honos lepkefaj. 

## Megjelenése
A csíkos busalepke szárnyfesztávolsága 2,3-2,7 cm. Szárnyainak alapszíne sárgásszürke. Az elülső szárnyak sejtje sárga vagy barnássárga, akárcsak az előtte félkör alakban (az érközökben) elhelyezkedő foltok. A szegélyek feketésbarnák. A szárnyak fonákjának alapszíne fakó sárgásbarna, az elülső szárny rajzolata itt is látható halványan. A hímek rajzolata olykor elmosódott, alig látható. A hímek szárnyán látható fekete illatcsík keskeny, hosszú, egészen a végsőérig ér. A nőstények némileg (kb. 1 mm-rel) nagyobbak.
A hernyó kezdetben fehéreszöld, oldalán zöld csíkokkal, feje fekete. Később vörösesbarnára sötétedik, a hátán több csíkkal; a feje zöld, rajta két barna vonallal.
Változékonysága nem számottevő.

### Hasonló fajok
Az erdei busalepke, a vesszős busalepke, a barna busalepke, a vonalas busalepke hasonlít hozzá.

## Elterjedése
Európában, Észak-Afrikában és Nyugat-Ázsiában (Iránig) honos. Skandináviából és Kelet-Európából hiányzik. Magyarországi ritka, a középhegységekben és az Alföld keleti részén szórványosan fordul elő. 

## Életmódja
Napos, száraz réteken, erdőszéleken, tisztásokon, lejtőkön, bozótos-réteken, ligetekben, folyópartokon fordul elő. A petékből augusztus végén, szeptember elején kelnek ki a hernyók, amelyek áttelelnek. Hernyója különböző fűfélékkel táplálkozik: rozsnok-fajokkal (Bromus), nádtippan-fajokkal (Calamagrostis), erdei szálkaperjével, tarackbúzával, egynyári perjével. Napközben csőszerűen összeszőtt fűszálak között rejtőzik (itt is telel és bábozódik be) és este aktív. A következő évben május közepén, június elején bebábozódik, amelyből kb. két héttel később kel ki. Az imágó június végétől szeptember elejéig repül. Többnyire meleg, napos, szélcsendes időben aktív, amikor a talajhoz közel, gyorsan, cikk-cakkos vonalban röpköd; igen nehéz követni. A nőstény a füvek levélhüvelyének belső oldalára rakja egyesével petéit.  
Magyarországon védett, természetvédelmi értéke 10 000 Ft.

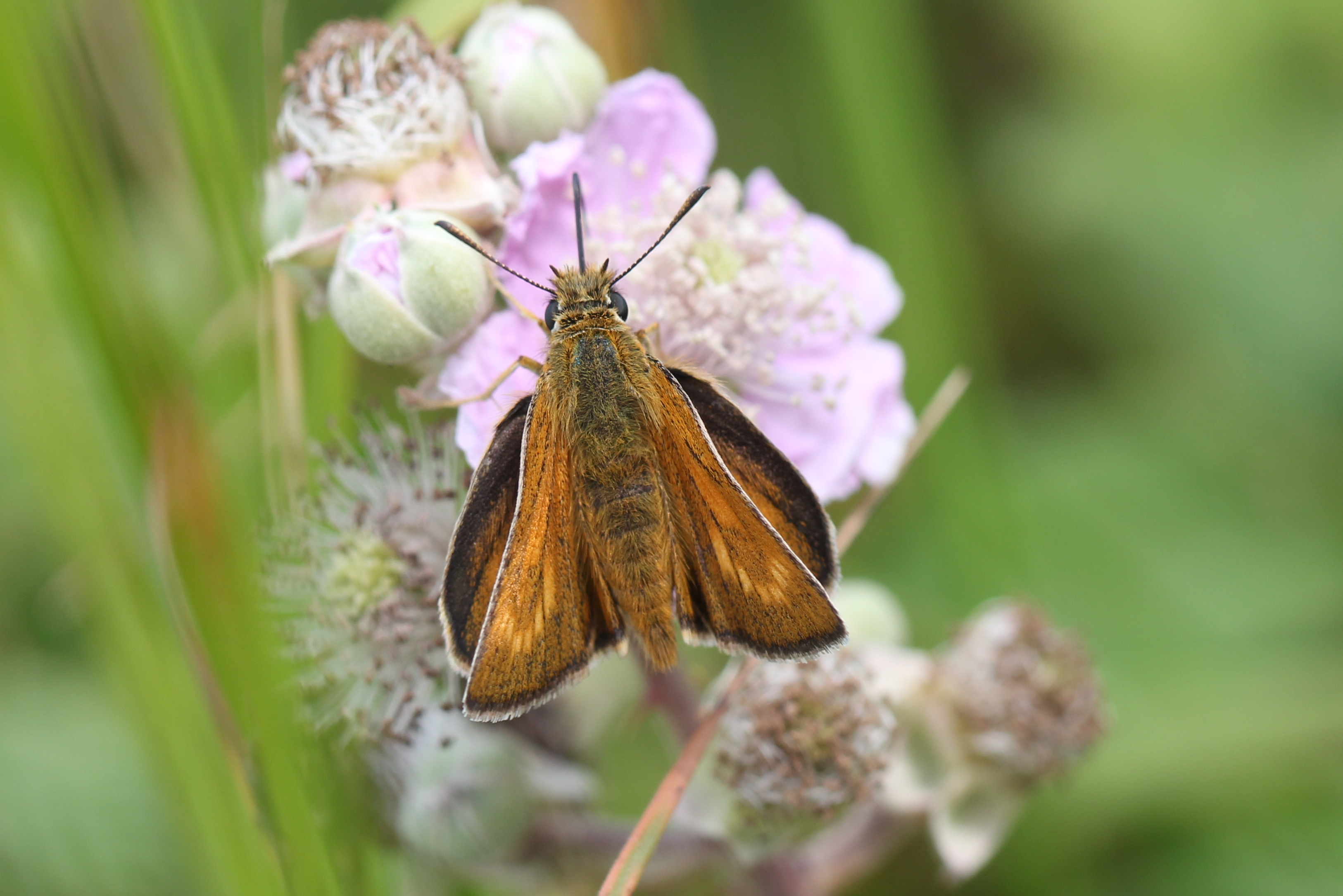
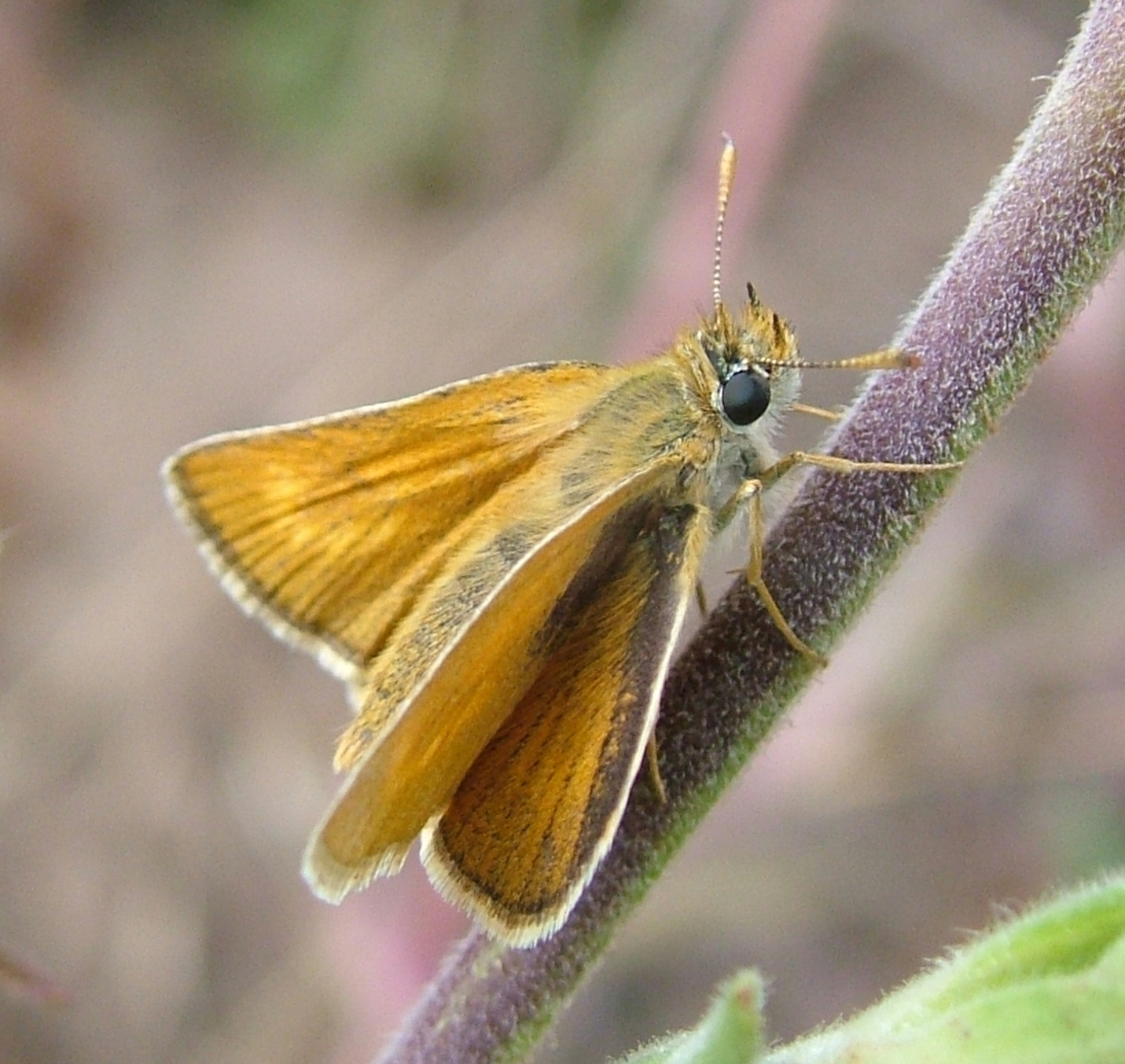
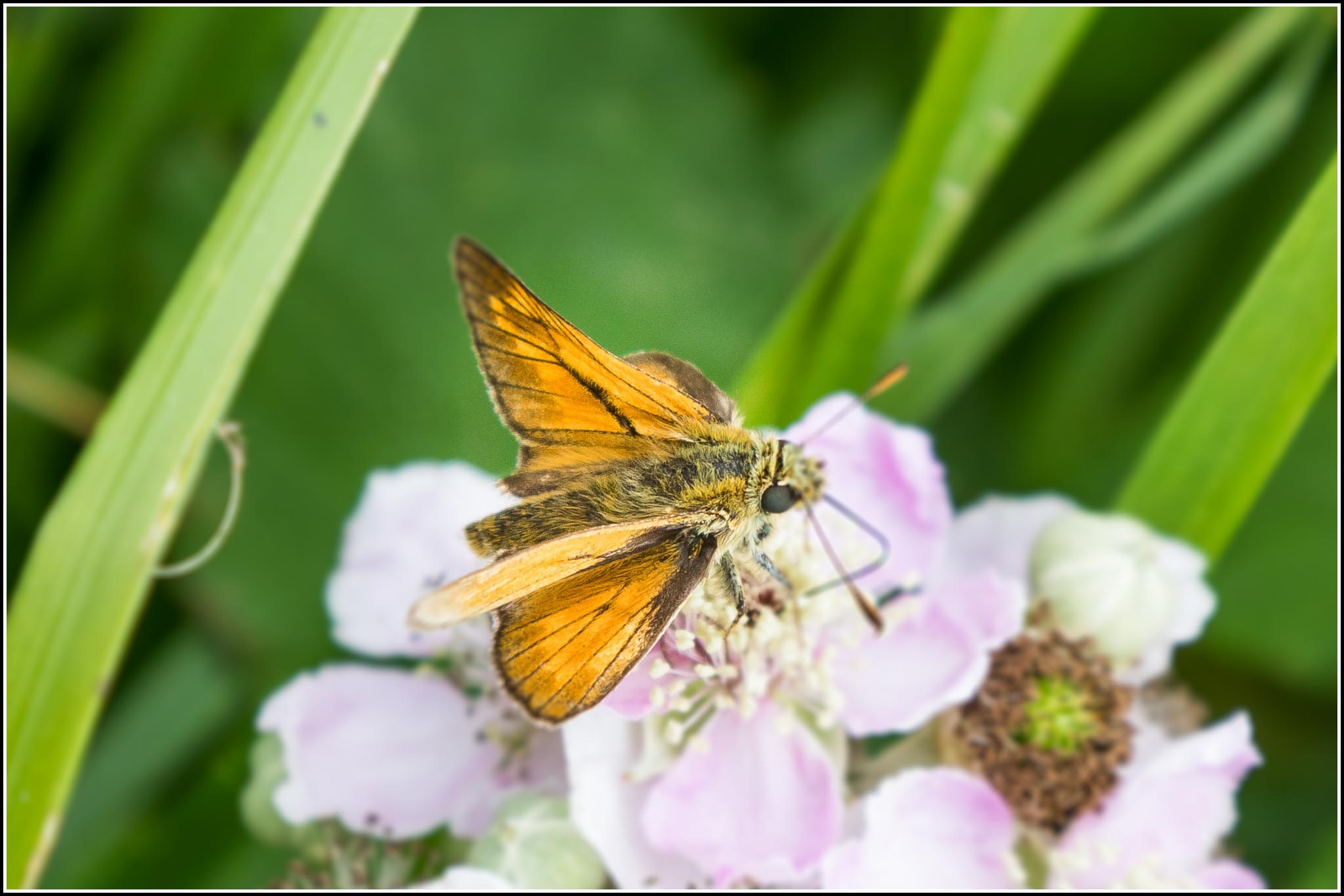
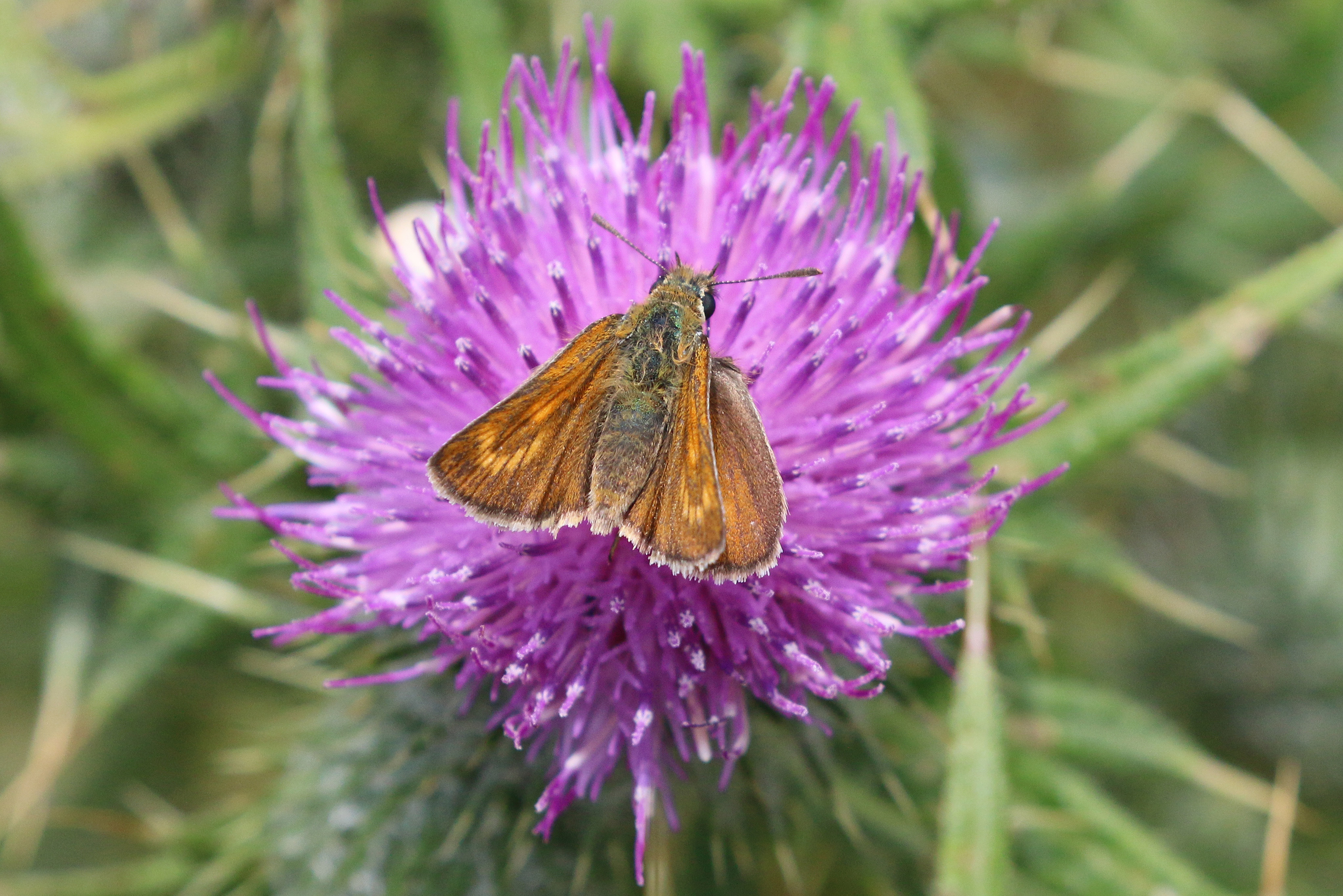
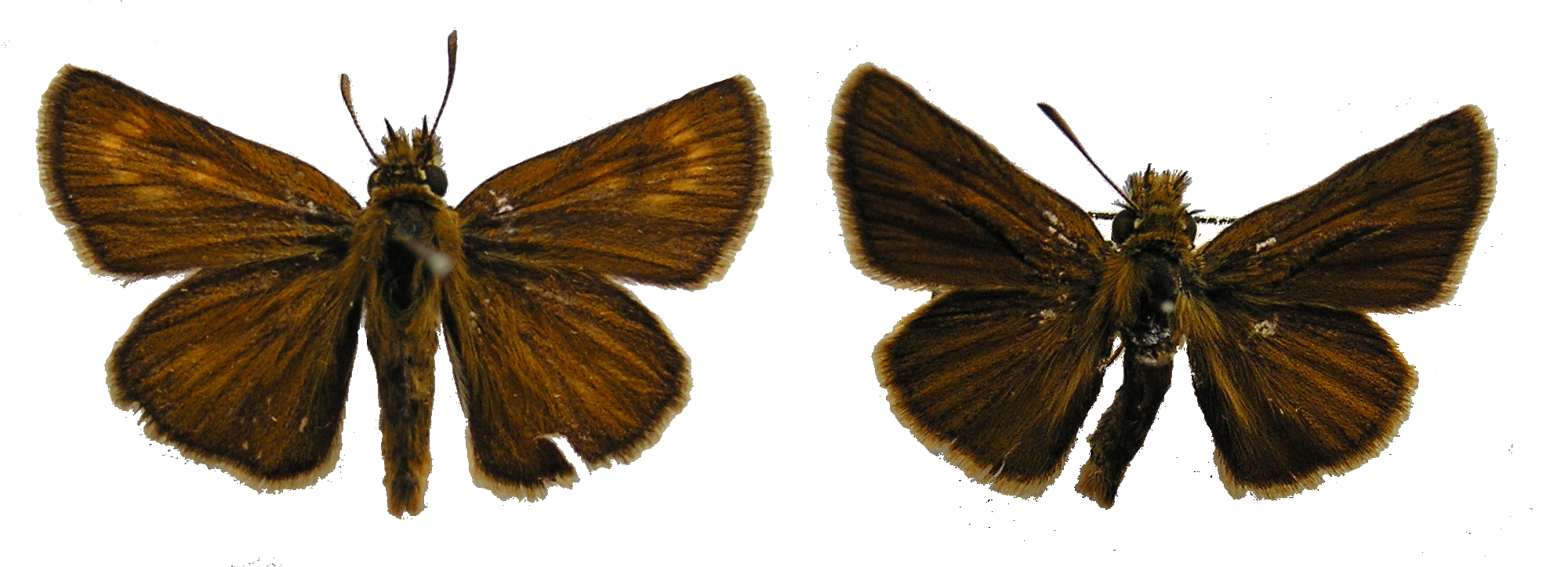